# Battaglia del Gebora
La battaglia del Gebora fu combattuta il 19 febbraio 1811 durante la guerra d'indipendenza spagnola, tra le truppe francesi del maresciallo Nicolas Soult, che assediavano da alcune settimane l'importante fortezza di Badajoz, e le forze spagnole dell'armata d'Estremadura inviate per cercare di soccorrere la guarnigione assediata. La battaglia si concluse con una netta vittoria delle forze francesi del maresciallo Soult che attraversarono di sorpresa di notte il fiume Gebora e aggirarono le forze nemiche.
Dopo questa vittoria i francesi intensificarono l'assedio della fortezza di Badajoz che venne infine conquistata dal maresciallo Soult il 10 marzo 1811. L'assedio di Badajoz e la battaglia del Gebora avvennero contemporaneamente alla difficile campagna in Portogallo del maresciallo Andrea Massena contro l'esercito anglo-portoghese del duca di Wellington.